# Elkalyce argiades
Elkalyce argiades är en fjärilsart som beskrevs av Peter Simon Pallas 1771. Elkalyce argiades ingår i släktet Elkalyce och familjen juvelvingar. Inga underarter finns listade i Catalogue of Life.